# Lerbronia
Lerbronia (Fossombronia wondraczekii) är en levermossart som först beskrevs av August Karl Joseph Corda, och fick sitt nu gällande namn av Sextus Otto Lindberg. Lerbronia ingår i släktet bronior, och familjen Codoniaceae. Arten är reproducerande i Sverige.